# Batalla de Cogorderos
La batalla de Cogorderos (23 de junio de 1811) fue una victoria española sobre las tropas de ocupación francesas junto a esta localidad leonesa, en el transcurso de la Guerra de Independencia Española. 

## Desarrollo
En junio de 1811, con los franceses ocupando el Páramo Leonés, el mariscal de campo José María de Santocildes –el heroico defensor de Sitio de Astorga, evadido de Francia seis meses antes– presionó de nuevo sobre la capital maragata aprovechando el traslado del mariscal Marmont a Extremadura con numerosas tropas para combatir a Wellington, lo que obligó a los franceses a abandonar Astorga. El jefe de la guarnición francesa, el general Jeanin voló varios tramos de la muralla y se replegó a Benavente (19 de junio), entrando Santocildes en la ciudad el 22 de junio, tras 14 meses de ocupación francesa.
Entretanto el general Bonet, se trasladó de Asturias a León, concentrando sus tropas en la orilla derecha del Órbigo. Destacó desde La Bañeza al general de brigada Valleteaux con 3000 hombres. Al principio se limitaron a tirotearse de lejos, ya que los españoles faltos de caballería no querían aventurarse en el llano y Bonet, con menos efectivos, había recomendado prudencia a sus subordinados. Sin embargo, en la mañana del 23 de junio Valletaux logró socorrer a la guarnición de la aldea de Benavides y expulsar a los españoles, tomando algunos prisioneros. Enardecido por el éxito, el impetuoso francés decidió atacar a las tropas españolas situadas en el pueblecito de Cogorderos, sito junto a la carretera de Astorga a Ponferrada, sobre el río Tuerto. Estas estaban conformadas por la 2ª División del 6º ejército, dirigida por el general Taboada, en su mayor parte infantería reforzada con algunos elementos de caballería.

## El combate
Las tropas francesas se destacaron a lo largo de un frente de unos dos kilómetros, desde la margen norte del valle de Valdecadierno hasta Quintana de Fon. Las posiciones españolas se situaban al sur de Villamejil, en el llano de la margen norte de Valdecadierno. Confiando en la superioridad de sus tropas sobre las milicias españolas, Valletaux se lanzó al ataque a pesar de su desventaja numérica.
Trabado el combate a la una del mediodía, los españoles se defendieron con tenacidad durante más de cuatro horas, hasta que acudió en su socorro el coronel Méndez de Vigo con sus tres batallones del regimiento de Oviedo, integrantes de la brigada Volante del general Castañón, que venían a marchas forzadas. Los recién llegados, sin descansar, atacaron a los franceses por el flanco, en combinación con la caballería de Taboada. Tres sangrientas cargas a bayoneta calada deshicieron por completo a los franceses, que se retiraron al cabo de siete horas y media de lucha, dejando atrás fusiles y equipo, así como varios cientos de prisioneros, entre ellos 11 oficiales. El propio Valletaux murió en combate en la primera carga. Los españoles tomaron tres águilas regimentales y literalmente cazaron a muchos de los huidos en la ruta hacia el río Órbigo.
A pesar de tan señalada victoria, Taboada, viéndose amenazado por el grueso del superior ejército de Bonet, se retiró a Astorga. Sin embargo, unos alarmados Bessières y Bonet suspendieron el envío de más tropas a Extremadura, lo que favoreció el avance de Wellington por el sur. El ejército francés en León fue reforzado con varios miles de hombres al mando del general Dorsenne, que reemplazó a Bessières.

## Orden de batalla

### Españoles

#### Fuerzas iniciales
- 1.ª Sección de infantería, al mando del brigadier José Meneses (2552 hombres):
  - 3 batallones del 6.º de Marina.
  - 1 batallón de Tuy.
  - 1 batallón de Cazadores del Rey
- 2ª Sección de infantería, al mando del coronel Manuel Mascareñas (3314 hombres):
  - 3 batallones de Monterrey.
  - 2 batallones de Voluntarios de León.
  - 1 batallón de Zamora
- Caballería: 2 compañías de Húsares de Galicia (121 hombres), al mando de Miguel Domínguez, conde de San Antonio.
- Artillería: 1 batería de artillería a caballo del 4.º Regimiento, al mando del capitán Vicente Vázquez.

Total aproximado: 6000 hombres

#### Refuerzos de la brigada volante de Castañón
- 3 batallones del Regimiento Provincial de Oviedo, al mando del coronel Pedro Méndez de Vigo.
- 1 compañía de Húsares de Asturias, al mando del teniente José Fombella.

Total: 1321 hombres

### Franceses
- 2 batallones del 119.º Regimiento de línea, al mando del coronel Jean Baptiste Cretin.
- 3 batallones del 122.º Regimiento de línea, al mando del coronel Nicolas Gruardet.
- 1 compañía del 28.º de Cazadores a Caballo.

Total aproximado: 3000 hombres.